# Йокст, Эдий
Э́дий Йокст (латыш. Edijs Joksts; 21 июля 1992, Тукумс) — латвийский футболист, защитник рижского клуба «МЕТТА/ЛУ».

## Карьера
Воспитанник тукумсского футбола, свою карьеру Эдий Йокст начинал в местном клубе «Тукумс 2000». В начале 2011 года побывал на просмотре в рижском «Олимпе», а уже летом того же года он на правах аренды присоединился к клубу «Вентспилс». Правда, там Эдий Йокст выступал только в рядах дубля «Вентспилс-2».
Сезон 2012 года Эдий Йокст провёл в клубе «Юрмала» на правах аренды, где и дебютировал в Высшей лиге Латвии. В начале 2013 года он отправился на просмотр в польский клуб «Завиша», но получил травму спины.
27 июня 2013 года Эдий Йокст провёл свой первый матч после реабилитации в рядах «Тукумс 2000». Вскоре он отправился на просмотр в английский клуб «Олдем Атлетик», а 17 июля подписал с клубом контракт по системе 1+1.
У Эдия Йокста есть младший брат — Сандий, который также является футболистом.